# Viktor Dyk
Victor Dyk (ur. 31 grudnia 1877, zm. 14 maja 1931) – czeski poeta, prozaik, polityk i prawnik, wolnomularz.
Edukację rozpoczął w jednym z praskich gimnazjów, ukończył studia na wydziale prawa  Uniwersytetu Karola. Do około 1905 roku należał do grupy poetyckiej zwanej "Anarchistyczni Burzyciele".
Działalność polityczną rozpoczął w 1911 roku; podczas I wojny światowej był więziony w Wiedniu za działalność w ruchu oporu przeciwko państwu Austro-Węgierskiemu. W 1918 roku był jednym z założycieli czeskiej partii narodowo-demokratycznej. Zaliczał się do konserwatystów.
W okresie Pierwszej Republiki Czechosłowackiej był jednym z najbardziej aktywnych przeciwników rządu Tomáša Masaryka.
Zmarł na niewydolność serca pływając w okolicach wyspy Lopud w Jugosławii.

## Prace

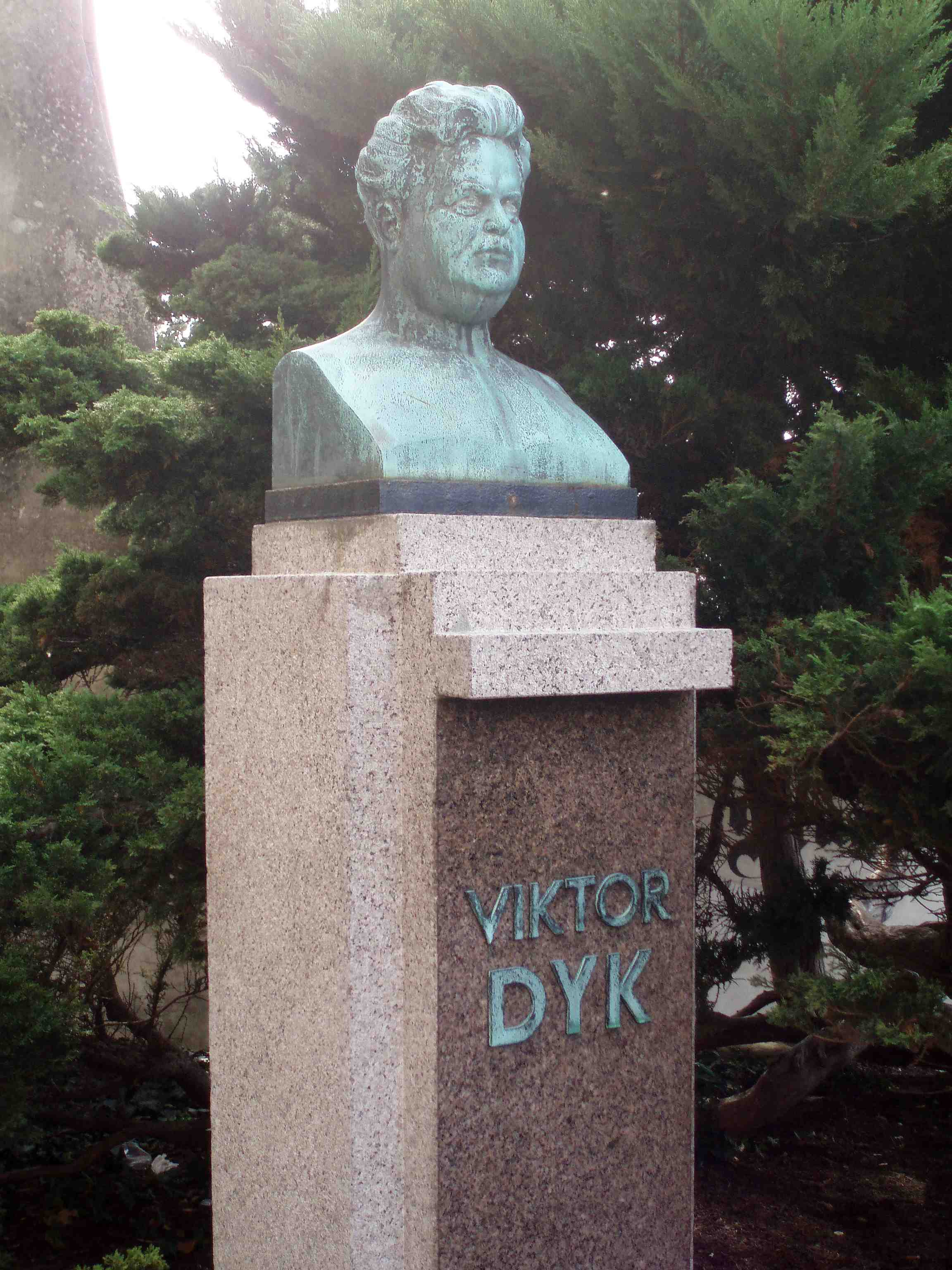
Pomnik w miejscowości Mělník

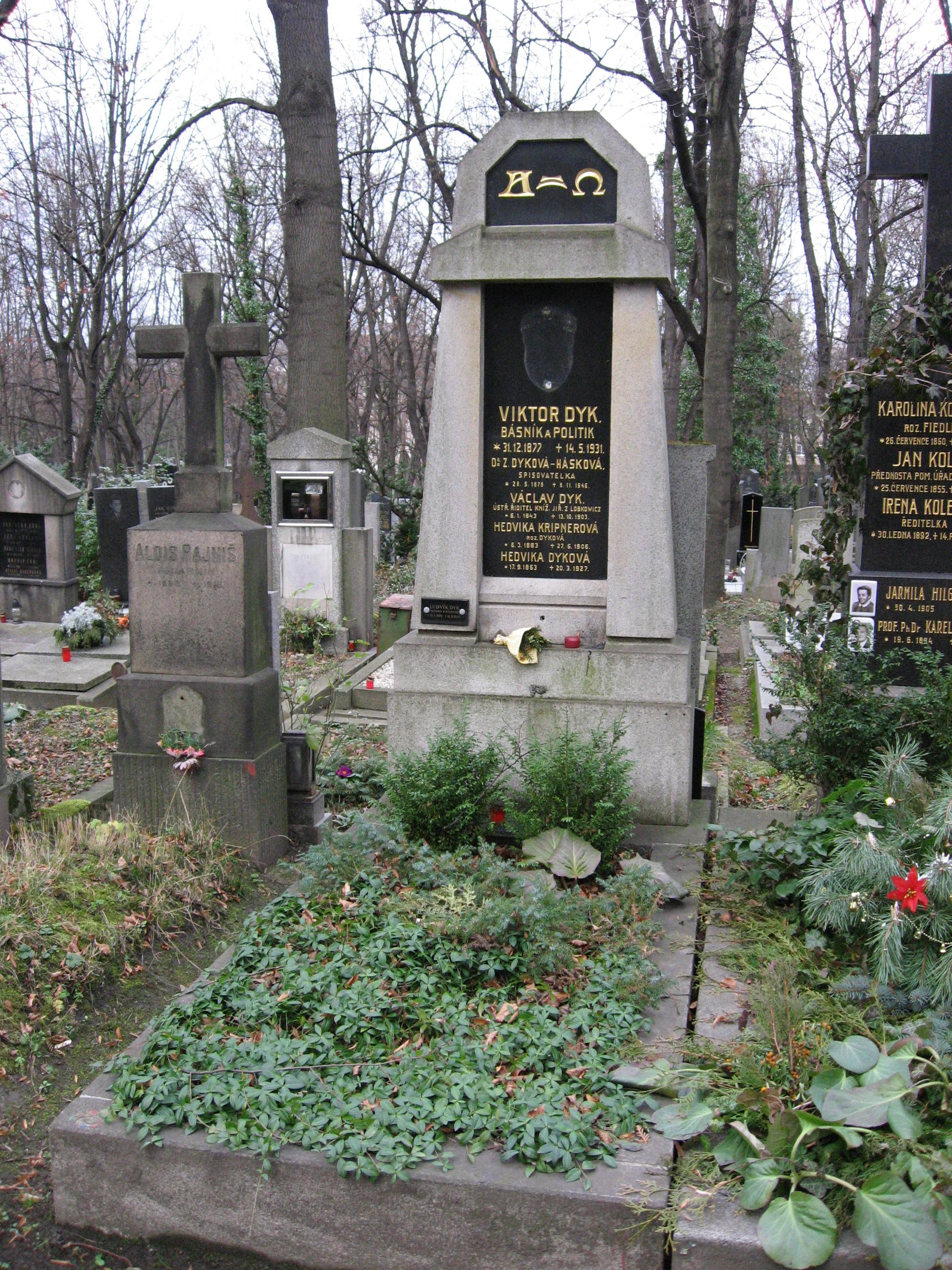
Grób Viktora Dyka

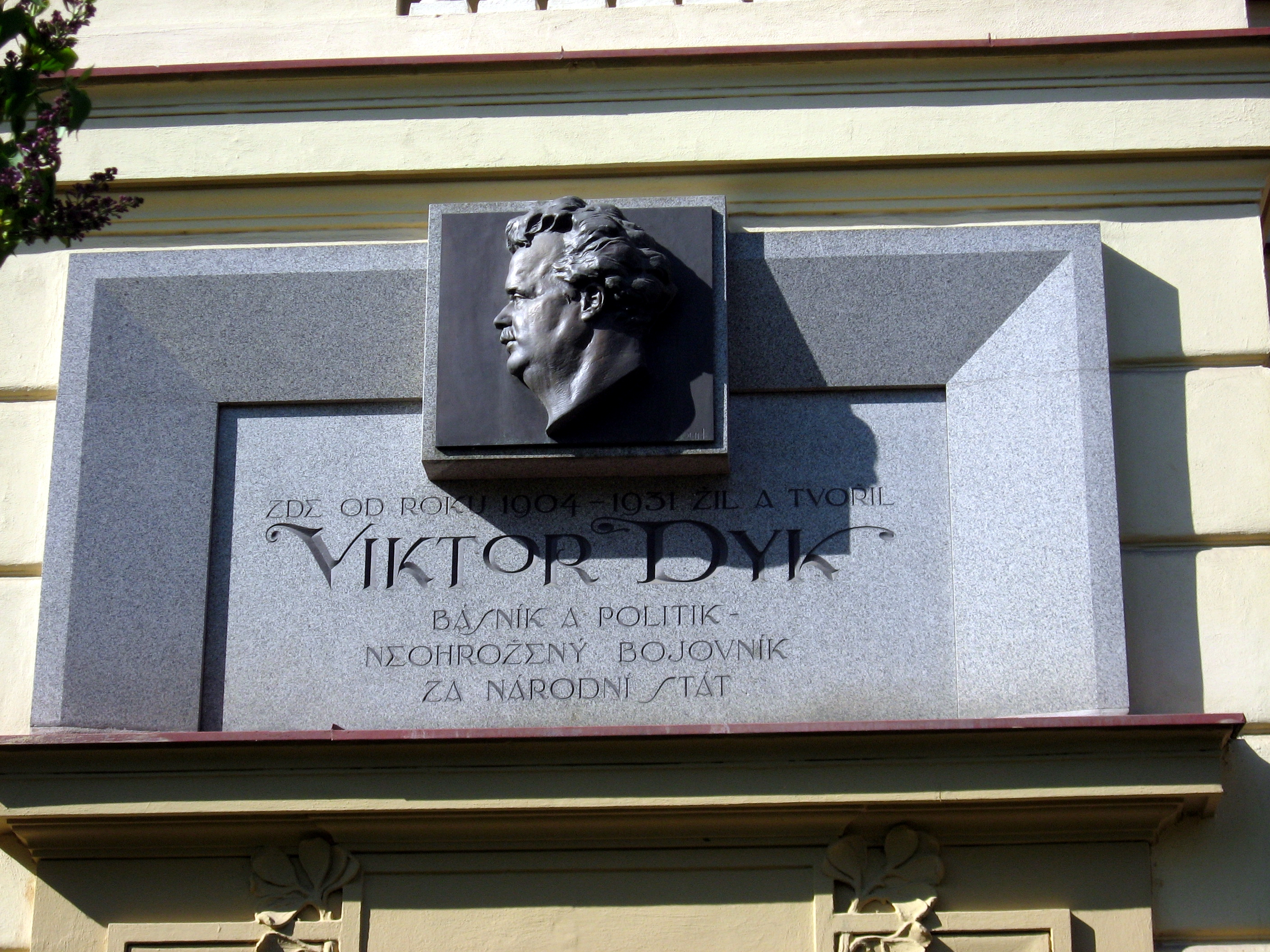
Tablica pamiątkowa w Pradze

### Poezja
- A porta inferi, 1897
- Síla života, 1898
- Marnosti, 1900
- Satiry a sarkasmy, 1905
- Milá sedmi loupežníků, 1906
- Pohádky z naší vesnice, 1910
- Giuseppe Moro, 1911
- Zápas Jiřího Macků, 1916
- Noci chiméry, 1917
- Devátá vlna 1930
- Lehké a těžké kroky 1915
- Anebo 1917
- Okno 1921
- Poslední rok 1922

### Proza
- Stud, 1900
- Hučí jez a jiné prózy, 1903
- Konec Hackenschmidův, 1904
- Prosinec, 1906
- Prsty Habakukovy, 1906
- Píseň o vrbě, 1908
- Příhody, 1911
- Krysař, 1915
- Tajemná dobrodružství Alexeje Iványče Kozulinova, 1923
- Tichý dům, 1921
- Zlý vítr, 1922
- Prsty Habakukovy, 1925
- Můj přítel Čehona, 1925
- Dědivadelní hra, 1927
- Holoubek Kuzma, 1928
- Soykovy děti, 1929

### Literatura polityczna
- Ad usum pana presidenta republiky (1929
- O národní stát (pośmietnie 1932–1938, zbiór 7 książek)

### Dramaty
- Epizoda, 1906
- Posel, 1907
- Zmoudření Dona Quijota, 1913
- Veliký mág, 1914
- Zvěrstva, 1919
- Ondřej a drak, 1919
- Revoluční trilogie, 1921
- Napravený plukovník Švec, 1929

### Wspomnienia
- Vzpomínky a komentáře, 1927